# Олива Олег Русланович
Оле́г Русла́нович Олива — майор Збройних Сил України, учасник російсько-української війни, що відзначився у ході російського вторгнення в Україну. Герой України (2023).

## Життєпис
Військову кар'єру розпочав у 2015 році, вступивши на навчання до Військової академії в Одесі.
Під час російського вторгнення в Україну — командир аеромобільної роти 81-ї окремої бригади ДШВ України. Брав активну участь у бойових діях в населених пунктах Щастя, Геївка, Чермалик, Станиця Луганська, Кремінна, Рубіжне, Сєвєродонецьк та Білогорівка Луганщині. За цей період зі своїм підрозділом знищили п'ять танків ворога, вісім БМП, понад сотню військових противника. Велику кількість противника було взято у полон. Отримав декілька поранень, після яких повертався у стрій.

## Нагороди
- Звання Герой України з врученням ордена «Золота Зірка» (24 червня 2023) — за особисту мужність і героїзм, виявлені у захисті державного суверенітету та територіальної цілісності України, самовіддане служіння Українському народові[3]. Орден «Золота Зірка» вручив Президент України Володимир Зеленський 26 червня 2023 року під час робочої поїздки на Донеччину.[1]
- Орден Богдана Хмельницького III ступеня (11 травня 2022) — за особисту мужність і самовіддані дії, виявлені у захисті державного суверенітету та територіальної цілісності України, вірність військовій присязі[4].
- Орден «За мужність» III ступеня (29 березня 2022) — за особисту мужність і самовіддані дії, виявлені у захисті державного суверенітету та територіальної цілісності України[5]